# Lucy Parsons
Lucy Eldine Gonzalez Parsons, ameriška sindikalistka, radikalna socialistka in anarho-komunistka, znana kot prepričljiva govorka, * ok. 1853, Buffalo Creek, Teksas, ZDA, † 7. marec 1942, Chicago, Illinois, ZDA.

## Življenje
Lucy Parsons je bila rojena leta 1851 v Teksasu, čeprav je sama trdila, da v Virginiji. Rojena je bila v suženjsko družino, staršema domorodskega, mehiškega in afriškega izvora. Poročila se je z Albertom Parsonsom, nekdanjim konfederativnim vojakom. Zaradi njunega medrasnega zakona so ju izgnali iz Teksasa in tako sta se ustalila v Čikagu. Po smrti moža je delovala kot njegova intelektualna naslednica in gradila na mitu moževe žrtve: njen mož Albert je bil leta 1887 obešen zaradi domnevnega sodelovanja v Haymarketskem izgredu, ki se je zaključil z bombnim napadom na policiste. Njega in še nekaj drugih delavcev, ki niso nujno bili povezani z napadom, so obsodili na smrt kljub temu, da napadalca niso nikoli identificirali. Razglasili so jih za sostorilce umora ter za zaroto zgolj na podlagi njihovega radikalnega pisanja in govorništva.
7. marca 1942 je Lucy umrla zaradi požara. Vse do svoje smrti je spodbujala interese delavskega razreda.

## Kariera
Po obsodbi Alberta leta 1886 se je Lucy Parsons udeležila več poučevalnih turnej ter poskušala zbrati denar za pomoč njenemu možu in ostalim obsojencem. Bila je prepričljiva in strastna govorka, ki je bila sposobna več ur ohranjati pozornost ogromnih publik.
Imigrantski delavci iz Čikaga so jo spoštovali, politiki so jo kritizirali, ostali pa so bili nad njo fascinirani. Parsonsova je živela življenje polno nasprotij. Zanikala je, da je afriškega rodu, trdila je, da so bili njeni starši Latinoameričani in Indijanci. Ostala je ravnodušna do nepravičnosti, ki so se dogajale črnskim delavcem, posvečala se je predvsem belim delavcem iz Čikaga in drugih velikih mest. V privatnem življenju je po smrti moža imela veliko ljubimcev, v javnosti pa se je kazala kot zadržana viktorijanska žena, mama in žalujoča vdova. Poveličevala je družinsko vez, pa vendar se je z lahkoto znebila svojega sina Alberta mlajšega, ko je grozilo, da jo bo osramotil s pridružitvjo ameriški vojski. Leta 1899 ga je proti njegovi volji poslala v norišnico, kjer je umrl 20 let kasneje.
Protislovja med njenim zasebnim življenjem in njenim upornim javnim jaz-om so izhajala iz dejstev, da je bila radikalka, ženska in nekdanja sužnja. Vse se je začelo s prisilno selitvijo is vzhodnega Teksasa med državljansko vojno in njenimi najstniškimi leti v Wacu. V Čikagu je začela s temeljitimi samoizobraževanjem, branjem časopisov in popularnih revij, prav tako pa udi z razpravami o zgodovini in politični teoriji. Skupaj s svojim možem se je udeleževala debat in diskusij med vodilnimi radikalci v mestu.
Parsonsova je bila načitana, pronicljiva kritičarka ‘The Gilded Age’ Amerike, ki je podpirala majhne kooperativne sindikate kot gradnike bolj enakopravne družbe. V istem času je postala znana za svoje retorične provokacije, ki so spodbujala delavce, naj se naučijo uporabljati eksploziv, da bi se zaščitili pred plenilskimi industrialisti in policijo. Ko so jo opisovali, so ljudje rekli, da je bila kot bakla, ki je govorila goreče, hujskaške, podžigajoče govore, katerih kritiki so se bali, da bodo sprožili vstajo med njenimi sledilci.
Prišlo je tudi do spora s feministko Emmo Goldman. Predstavljali sta drugačni generaciji anarhizma. Do spora je prišlo zaradi Lucyjine militantnosti in manjšega zanimanje za probleme žensk.
Leta 1905 je sodelovala pri ustanovi 'The Industrial Workers of the World' (Industrijski delavci sveta). Januarja 1915 je organizirala tudi proteste za boj proti nezaposlenosti, lakoti in revščini. 
Leta 1925 je začela sodelovanje z nacionalnim odborom organizacije 'International Labor defense' , ki so jo vodili komunisti in je branila delavske aktiviste ter nepravično obtožene Afroameričane. Ni gotovo, ali se je kdaj pridružila komunistični stranki, njena osmrtnica temu nasprotuje.

## Filozofski nazori
V svojih zapisih Lucy kritizira vplive tehnološkega napredka na delovno mesto in vpliv denarja na politiko. Predana svobodomiselnim, radikalnim idejam, je urejala mnoge anarhistične časopise, na primer 'The socialist and the alarm' (časopis delavske organizacije), 'Freedom: A revolutionary Anarchist-Communist Monthly', 'Liberator'... Navdušila je tudi tiste, ki niso marali Parsonsove in njenih idej s pogostim obsojanjem požrešnih kapitalistov in nasilnih šefov. Uživala je v izmikanju policajem, ki so jo preganjali in jo hoteli utišati. Njena kariera pokaže izzive, ki pridejo s spodbujanjem radikalnih načel, ki jih bodo garaške množice množično podprle, čeprav so se razlikovali v stroki, veri, političnih načelih, spolu in rasi.